# Carmen Iglesias

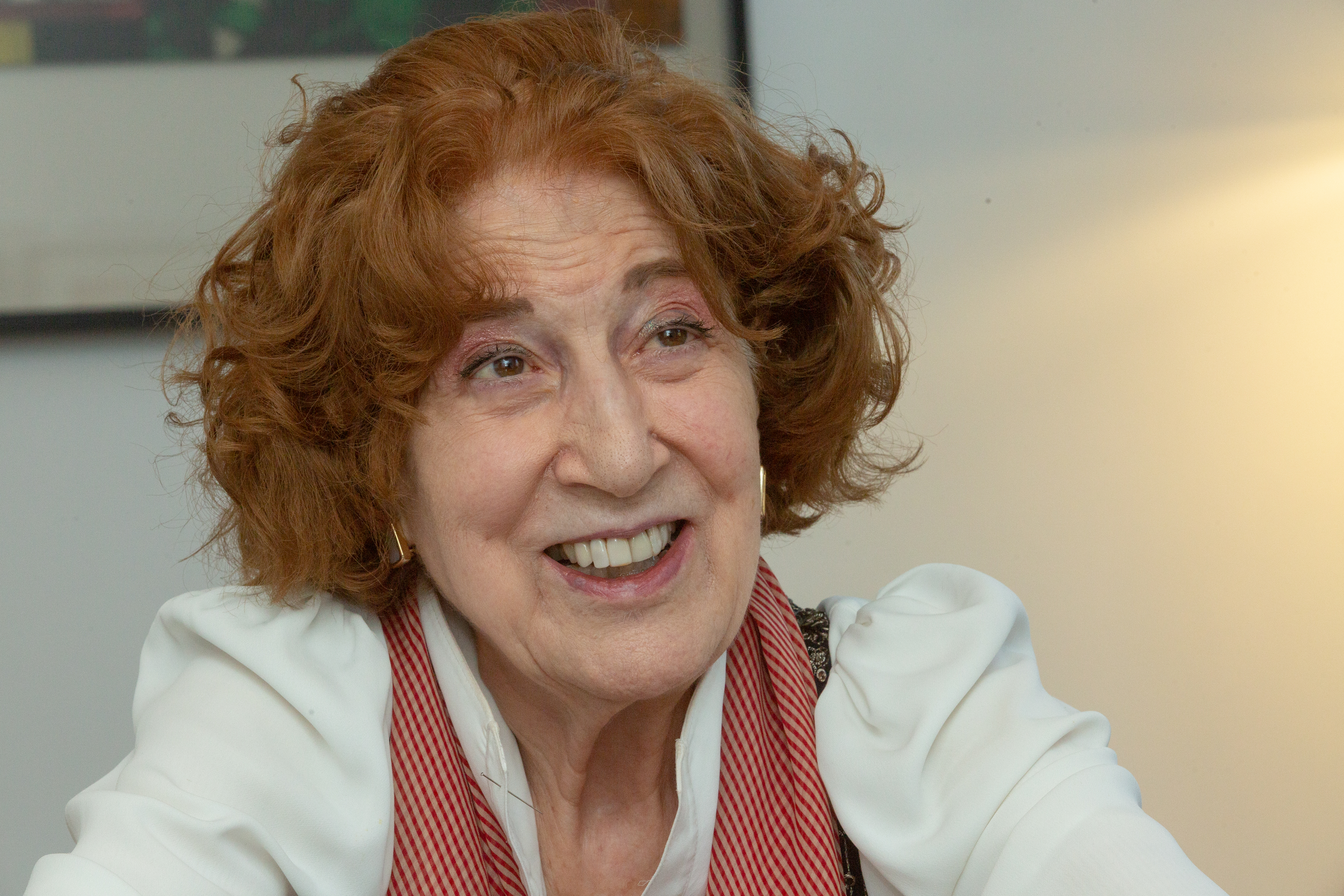
Carmen Iglesias, 2023

María del Carmen Iglesias Cano (* 16. März 1942 in Madrid), bekannt als Carmen Iglesias, ist eine spanische Historikerin und Expertin für das 18. Jahrhundert. Seit 1991 ist sie Mitglied der Real Academia de la Historia und seit 2014 Leiterin dieser Institution. Seit 2000 ist sie ordentliches Mitglied der Real Academia Española.
Sie war Tutorin der Infantin Cristina und Lehrerin von Felipe VI. und führt den Adelstitel Condesa de Gisbert.

## Leben
Carmen Iglesias hatte eine behütete Kindheit als Einzelkind einer liberalen und aufgeklärten Familie. Die Jugendzeit im Alter von 12 bis 17 Jahren, bis sie sich an der Universidad Complutense de Madrid einschrieb, erlebte sie als rau und erdrückend, insbesondere für alleinstehende  Frauen. An der Universität wurde sie Assistentin von Luis Díez del Corral, der eine wichtige Rolle in ihrer intellektuellen Prägung spielte. 1984 wurde sie als Professorin auf den Lehrstuhl Historia de las Ideas y Formas Políticas der Universidad Complutense berufen. Im gleichen Jahr wurde sie Tutorin von Infantin Cristina und Ende der 1980er Jahre bis 1993 Geschichtslehrerin des damaligen Prinzen und späteren Königs Felipe.
1989 wurde sie, gefördert von Miguel Artola, Gonzalo Anes und Luis Díez del Corral, als ordentliches Mitglied in die Real Academia de la Historia gewählt. Als sie 1991 dieses Amt antrat, war sie die einzige Frau unter den ordentlichen Mitgliedern und die zweite Frau überhaupt nach Mercedes Gaibrois y Riaño in den 1940er Jahren.
2000 wurde sie als ordentliches Mitglied in die Real Academia Española berufen.  Neben Ana María Matute und der ein Jahr nach ihr berufenen Margarita Salas war sie Anfang der 2000er eine von drei Frauen in der männerdominierten Institution.
Sie war Leiterin des Centro de Estudios Políticos y Constitucionales von 1996 bis 2004 und festes Mitglied des Consejo de Estado, des höchsten Beratungsgremiums der spanische Regierung. Im Mai 2014 verlieh ihr König Juan Carlos I. den nicht vererbbaren Adelstitel Condesa de Gisbert. Im Dezember desselben Jahres wurde sie als Direktorin der Real Academia de la Historia gewählt – als erste Frau in der Geschichte dieser Institution. 2018 wurde sie kraft erneuter Wahl in diesem Amt bestätigt.
Von 2007 bis 2011 war sie Vorsitzende der Verlagsgruppe Unidad Editorial, die die Tageszeitung El Mundo verlegt. 2011 wurde sie zur offiziellen Chronistin der Stadt Madrid ernannt.

## Werk
Carmen Iglesias’ Fachgebiet als Historikerin ist die moderne spanische und europäische Geschichte. Besonders für das 18. Jahrhundert ist sie Expertin. Zudem beschäftigt sie sich mit politischer Philosophie und mit der spanischen Sprache. Sie verfasste mehr als zweihundert Publikationen, darunter 1984 El pensamiento de Montesquieu: política y ciencia natural, für das sie 1985 den Preis der Académie Montesquieu in Bordeaux erhielt. 2006 schrieb sie Razón, sentimiento y utopía  und 2009 No siempre lo peor es cierto. Estudios de historia de España.
Sie kuratierte und dokumentierte sie eine Reihe historischer Ausstellungen, darunter:
- 1988 Carlos III y la Ilustración. Madrid und Barcelona.
- 1998 España fin de siglo. 1898. Madrid und Barcelona.
- 1998 Felipe II. Un monarca y su época. La monarquía hispánica. El Escorial.
- 2001 La lucha contra la pobreza. Saragossa.
- 2005–2006 El mundo que vivió Cervantes. Madrid.
- 2008 Zaragoza y Aragón: encrucijada de culturas. Saragossa.

Auch an Fernsehsendungen wie Siete siglos und Mujeres en la historia wirkte sie mit.
Für ihr Werk wurde sie mit zahlreichen Preisen und Ehrungen ausgezeichnet.

## Auszeichnungen (Auswahl)
- 1985 Prix Montesquieu.[14]
- 1992 Ordre des Palmes Académiques.[15]
- 1995 Großkreuz des Orden Alfonso X el Sabio.[15]
- 1999 Premio Lafuente Ferrari der Vereinigung der madrilenischen Kunstkritik.[15]
- 2011 Chronistin der Stadt Madrid.[13]
- 2014 Ernennung zur Condesa de Gisbert durch König Juan Carlos.[2]
- 2015 Premio Antonio de Sancha der Verleger-Vereinigung von Madrid.[16]
- 2022 Premio Sofía a la Excelencia.[15]
- 2022 Premio de Historia Órdenes Españolas.[17]

## Veröffentlichungen
- El pensamiento de Montesquieu: política y ciencia natural. Alianza Editorial, 1984.
- Razón y sentimiento en el siglo XVIII. Real Academia de la Historia, 2001, ISBN 978-84-89512-83-2.
- Razón, sentimiento y utopía. Galaxia Gutenberg, 2006, ISBN 978-84-8109-628-6.
- No siempre lo peor es cierto. Estudios de historia de España. Galaxia Gutenberg, 2009, ISBN 978-84-8109-724-5.